# Cypripedium calceolus

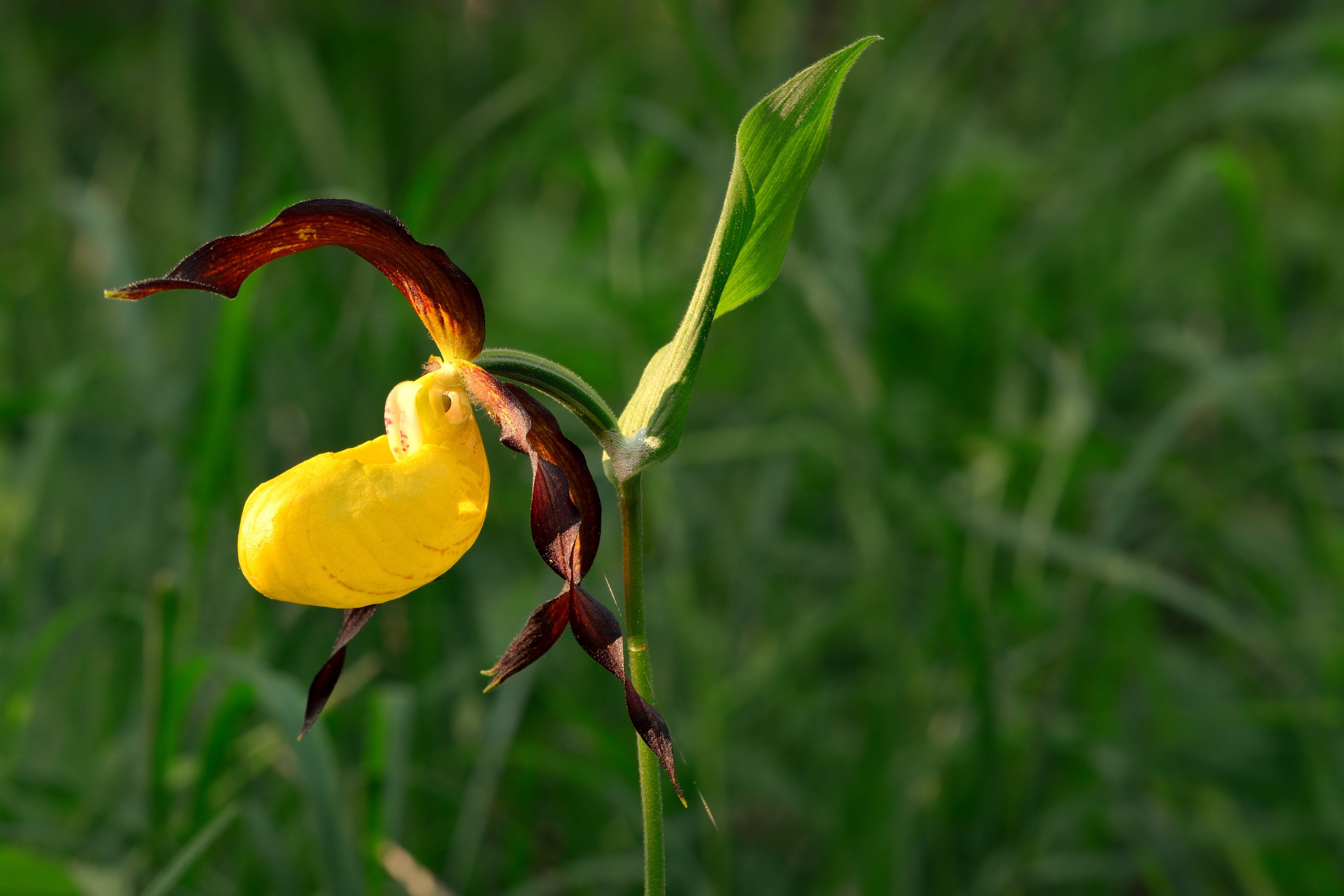
Flor

El Zueco o Zapatito de dama (Cypripedium calceolus) es una orquídea de las denominadas zapatilla de dama del género Cypripedium, dentro de la familia Orchidaceae.
Autira:Valeska Arroyo

## Distribución y hábitat
Es una planta que se encuentra distribuida por todo el hemisferio norte, se extiende desde Europa por Asia hasta el Océano Pacífico.
Se encuentra en zonas de arbolado abierto y en suelos calcáreos húmedos. Sus poblaciones han declinado mucho en los países de Europa, y consecuentemente se le da protección legal en varios países. 
En Gran Bretaña tenía una distribución relativamente buena  por toda la Inglaterra norteña, sin embargo durante el pasado siglo XX había declinado a apenas una sola población en el interior del bosque de Wharfedale, en Yorkshire.
También está presente en los Alpes y en los Abruzos.
En 1979 unos botánicos ingleses la encontraron en el extremo nordeste del parque nacional de Ordesa y Monte Perdido. Actualmente su presencia en los Pirineos españoles es relativamente estable.

## Descripción
Planta herbácea compuesta de 3 a 4 hojas amplexicaules y de 1 o 2 flores de gran tamaño. La flor está formada por pétalos marrones apenas mayores que los sépalos. 
El labelo de color yema de huevo e inflado recuerda una pantufla de ahí su nombre de "zueco de Venus", "zueco de dama" o "zapatilla de dama". 
Florece de mayo a julio.

## Taxonomía
Cypripedium calceolus fue descrita por Carlos Linneo y publicado en Species Plantarum 2: 951. 1753.
Etimología
El nombre del género viene de «Cypris» = Venus, y de "pedilon" = "zapato" o "zapatilla" en referencia a su labelo inflado en forma de zapatilla.
calceolus; epíteto que significa "pequeño zapato, zapatilla".
Subespecies, Variedades e Híbridos
Las especies norteamericanas (Cypripedium parviflorum y Cypripedium pubescens) en el pasado las subespecies o Variedades amarillas se tenían como  zapatillas de dama. En 1994 Charles Sheviak revisó estas especies describiéndolas como Cypripedium parviflorum var. parviflorum y Cypripedium parviflorum var. pubescens.
- Cypripedium calceolus var. citrinum con flores amarillo limón
- Cypripedium calceolus var. fulvum con flores amarillas-rojo óxido
- Cypripedium calceolus var. flavum con flores totalmente amarillas
- Cypripedium calceolus var. viridiflora con flores verdes

Además hay numerosas hibridaciones en la Naturaleza:
- Cypripedium × ventricosum Swartz 1800 (Cypripedium calceolus × Cypripedium macranthos)

Sinonimia
- Calceolus alternifolius St.-Lag.
- Calceolus marianus Crantz
- Cypripedilon marianus (Crantz) Rouy
- Cypripedium alternifolium St.-Lag.
- Cypripedium atsmori C.Morren
- Cypripedium boreale Salisb.
- Cypripedium cruciatum Dulac
- Cypripedium ferrugineum Gray
- Cypripedium microsaccos Kraenzl.[4][5][6]

## Galería de imágenes

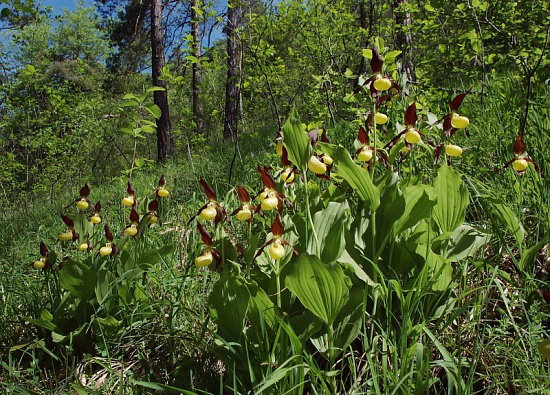
Grupo de Cypripedium calceolus en la naturaleza
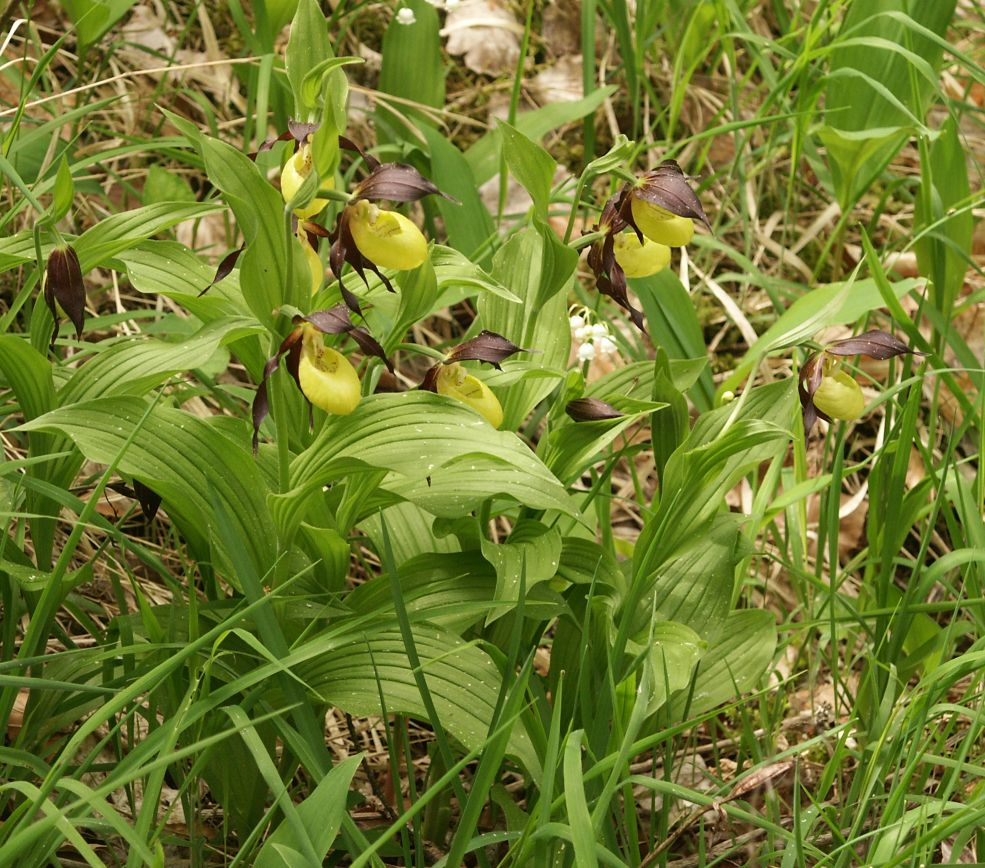
En Tauberland, Alemania
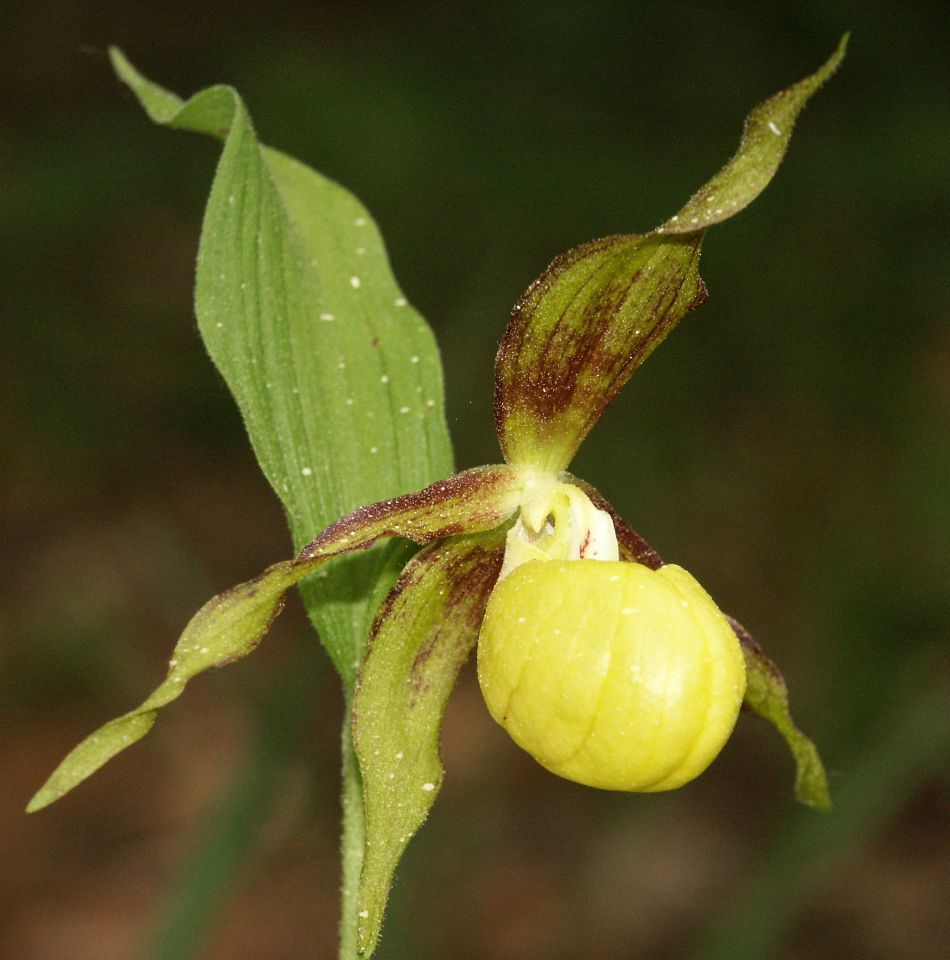
Variedad amarilla (f. citrinum)
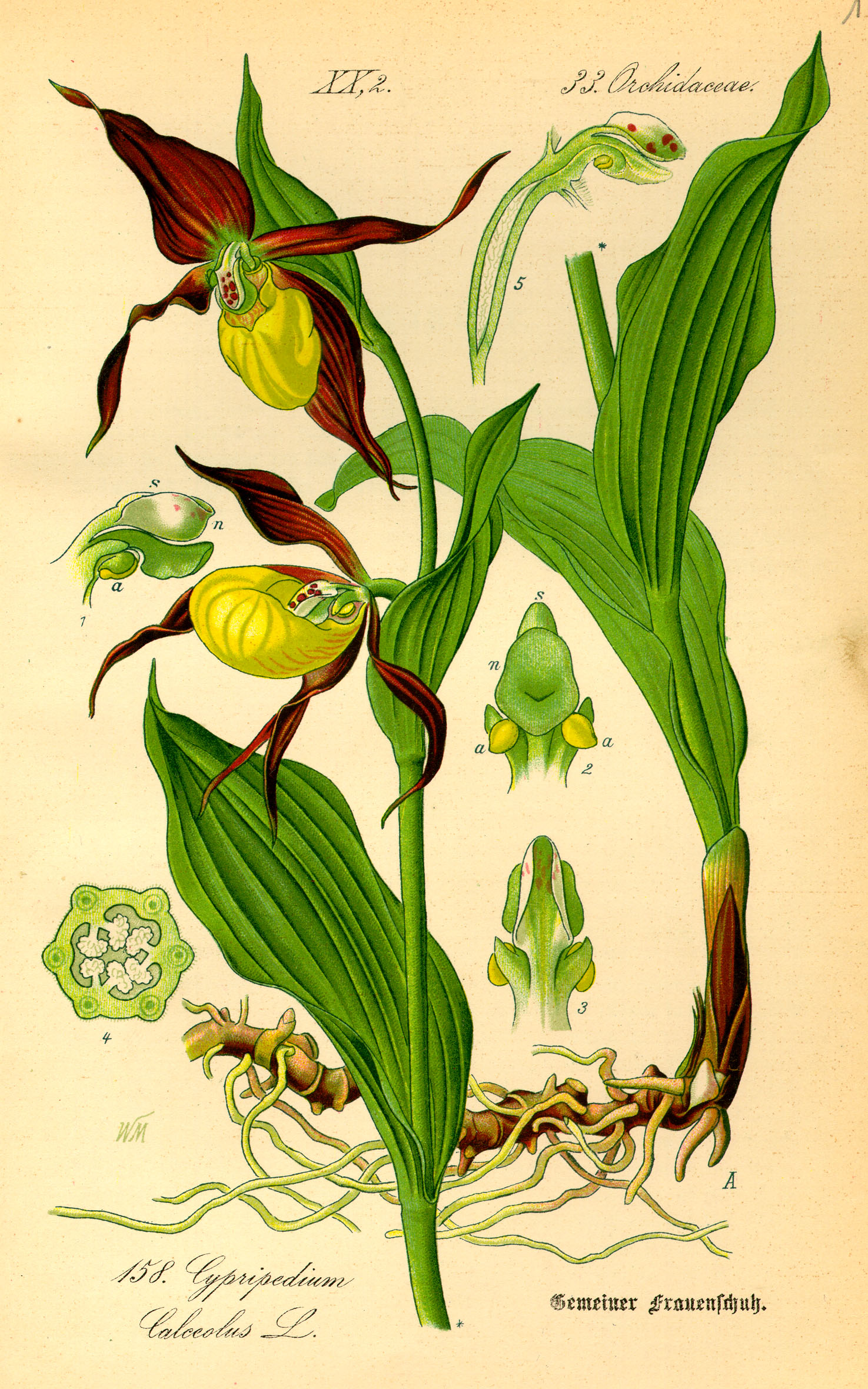
Cypripedium calceolus Ilustración en: Otto Wilhelm Thomé: "Flora von Deutschland, Österreich und der Schweiz" Gera 1885